# Дизельпанк

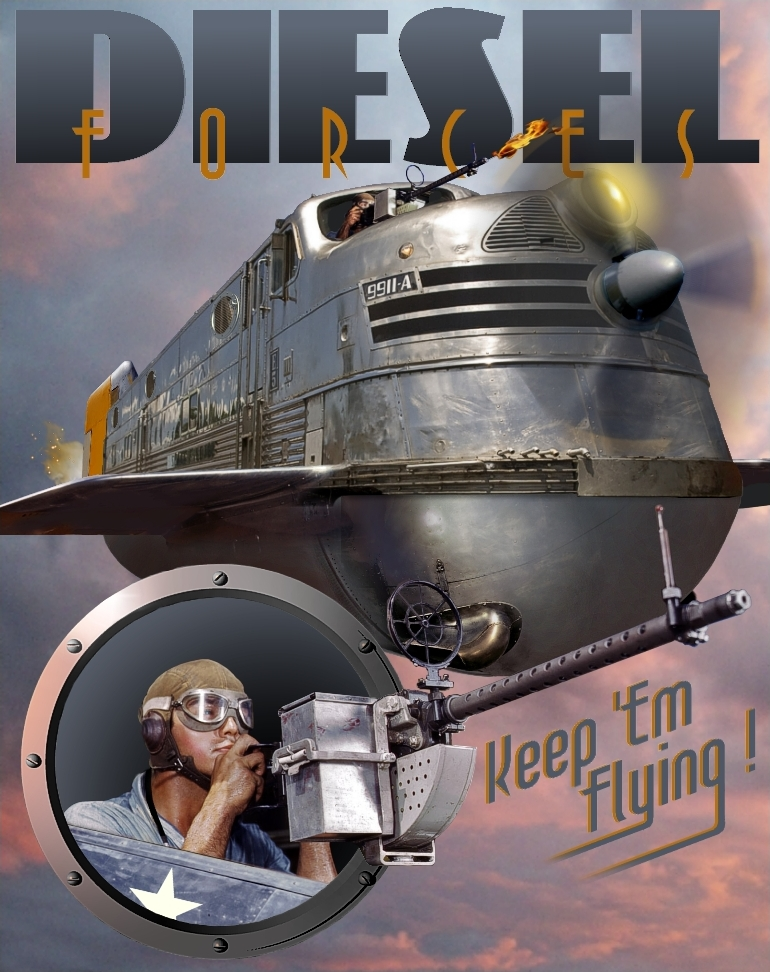
Штефан Прохаська. «Diesel Forces». Приклад дизельпанкового арту

Дизельпа́нк (англ. Dieselpunk) — похідний від стимпанку жанр фантастики, який зображає світ, що базується на технологіях 1920-х — 1950-х років (період з Першої світової війни до початку Холодної війни), а також субкультура, яка поєднує естетику того часу з постмодерними елементами.
В цілому, найстійкішими ознаками жанру є технології міжвоєнного періоду, стиль Ар Деко та декаданс.

## Походження жанру
Натхненням для жанру слугувала естетика незвичайних бойових машин (багатобаштових танків, підводні крейсери, летючі авіаносці). Проекти підводних крейсерів класу М (HMS X1, U139, французька «Сюркуф»), а також паротурбінні британські субмарини класу К та багатобаштових танків «Vickers» були орієнтиром для митців жанру.
Термін «дизельпанк» з'явився у 2001 році як маркетинговий хід геймдизайнера Льюїса Поллака для опису його настільної рольової гри «Children of the Sun». Термін прижився та став назвою цілого жанру образотворчого мистецтва, музики, кіно, літератури, коміксів, моддингової техніки, тощо.

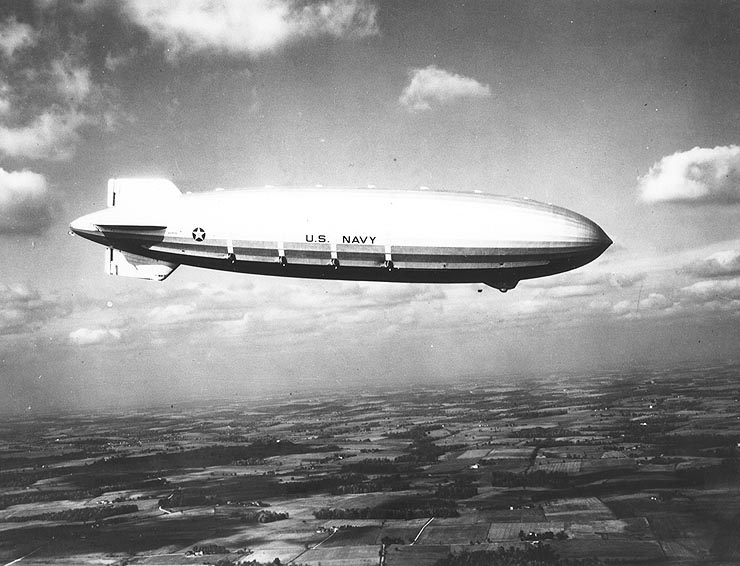
Летючий авіаносець USS Akron в польоті

Слово «dieselpunk» утворене як похідне від назви жанру кіберпанк. Використовується для позначення часу, коли дизельний двигун був основою транспорту в західній цивілізації. «Панк» суфікс пов'язаний з жанровою характеристикою суспільства в глибокому занепаді, або на стадії радикальних змін у соціальному ладі. Також термін посилається на іншу похідну кіберпанка — жанр стимпанк, в якому, як правило, основна увага звертається не на проблеми суспільства, а на естетику вікторіанської епохи.

## Основні теми та стилі
Дизельпанк можна розділити на дві основні теми: «Ottensian» і «Piecraftian», що поділяються між собою початком Другої світової війни.
«Ottensian» названий від імені автора Ніка Оттенса. Основна увага приділяється декадентській естетиці та утопічному світогляду американських «Ревучих двадцятих». Як правило, «Ottensian» світ розвивається безперешкодно через відсутність війни та Великої депресії. Технології розглядаються позитивно, як засоби втілення утопічного ідеалу Всесвітньої виставки. До складу оттензіанського дизельпанку входять оптимістичні погляди на майбутнє та ретрофутуризм.
«Piecraftian» фокусується на темних сторонах людської цивілізації та естетиці світових війн. Провідною темою є занепад цивілізації внаслідок постійних військових конфліктів. Ця тема може продовжувати естетику епохи дизеля і в більш пізні періоди історії, зображаючи світ, де виживання залежить від дизельних електростанцій та автомобілей (наприклад, «Шалений Макс»).

### Декопанк
Порівняно нещодавній піджанр дизельпанку, натхненний стилем ар деко та стримлайн. Автор у жанрі стимпанк Сара М. Харві пояснила різницю: «Дізельпанк — це похмура версія стимпанку, що відбувається в період 1920-50-х рр.. Ера великих війн. Декопанк — це лискуча, блискуча дуже Ар Деко версія дизельпанку; це й же період, але все хромоване!».

### Атомпанк
Схожий на декопанк, дотичний до дизельпанку поп-сюрреалістичний художній рух. Період — 1945—1965 рр. перед цифровою революцією, включаючи модернізм, атомну еру, еру реактивного двигуна, освоєння космосу.
Сюди входить комуністичні змови і параноя в США разом з радянською стилізацією, підпільними кінотеатрами, архітектурою Гугі, Супутником, ранніми космічними програмами, катастрофою на ЧАЕС та ін..

## Представники жанру
Хоча термін з'явився у 2001 році, до дизельпанку можна віднести багато художніх творів, що вийшли значно раніше.

### Кінематограф
Фільми «Метрополіс» та «Прийдешнє» надихають авторів жанру своєю естетикою та утопічним баченням культури та технологій.
Яскраві приклади сучасних стрічок у стилі дизельпанк: «Небесний капітан та світ майбутнього», «Ракетчик», «Безславні виродки», «Воїни світла», «Перший месник» тощо.

### Відеоігри
Дизельпанк має популярність як сетинг серед настільних та відеоігор. До яскравих прикладів можна віднести серії Fallout, Red Alert, BioShock (хоча тут у поєднанні з біопанком та ретрофутуризмом), Wolfenstein; а особливо гру Wolfenstein: The New Order, події якого відбуваються у альтернативній Європі 60-х, у якій нацисти виграли Другу світову війну. У грі чимало техніки та зброї у дизельпанківському стилі.

### Мультиплікація, аніме
Стиль дизельпанку активно втілюється в аніме: «Хроніки Валькірії», «Небесний замок Лапута», «Люди-вовки», «Метрополіс», «Здійнявся вітер», ∀ Gundam, «Торайган», «Desert Punk» та інші.

### Комікси та манга
Жанр набирає популярності у візуальному мистецтві, особливо серед манги. Наприклад: «Desert Punk» (манга), «The Big O», «I Can't Explain» та інші.
«I Can't Explain» японського художника Шині Ямашіта — характерний зразок дизельпанку у візуальній новелі.
Комікс «Воля» є прикладом дизельпанку в українських коміксах.

### Музика
Дизельпанкова музика коріниться у відродженні нео-свінгу. Поєднує елементи блюзу, джазу, регтайму, кабаре, свінгу, блюграсу, що були поширені в епоху дизеля. Приклади дизельпанк-груп: Big Bad Voodoo Daddy, Royal Crown Revue, Squirrel Nut Zippers, The Brian Setzer Orchestra, Indigo Swing, Wolfgang Parker, The End Times Spasm Band, RPM Orchestra, Big Rude Jake, Lee Press-on and the Nails.
В останній час став популярним електросвінг, що дотичний до жанру дизельпанк. Наприклад, колективи Caravan Palace, Good Co, Tape Five.

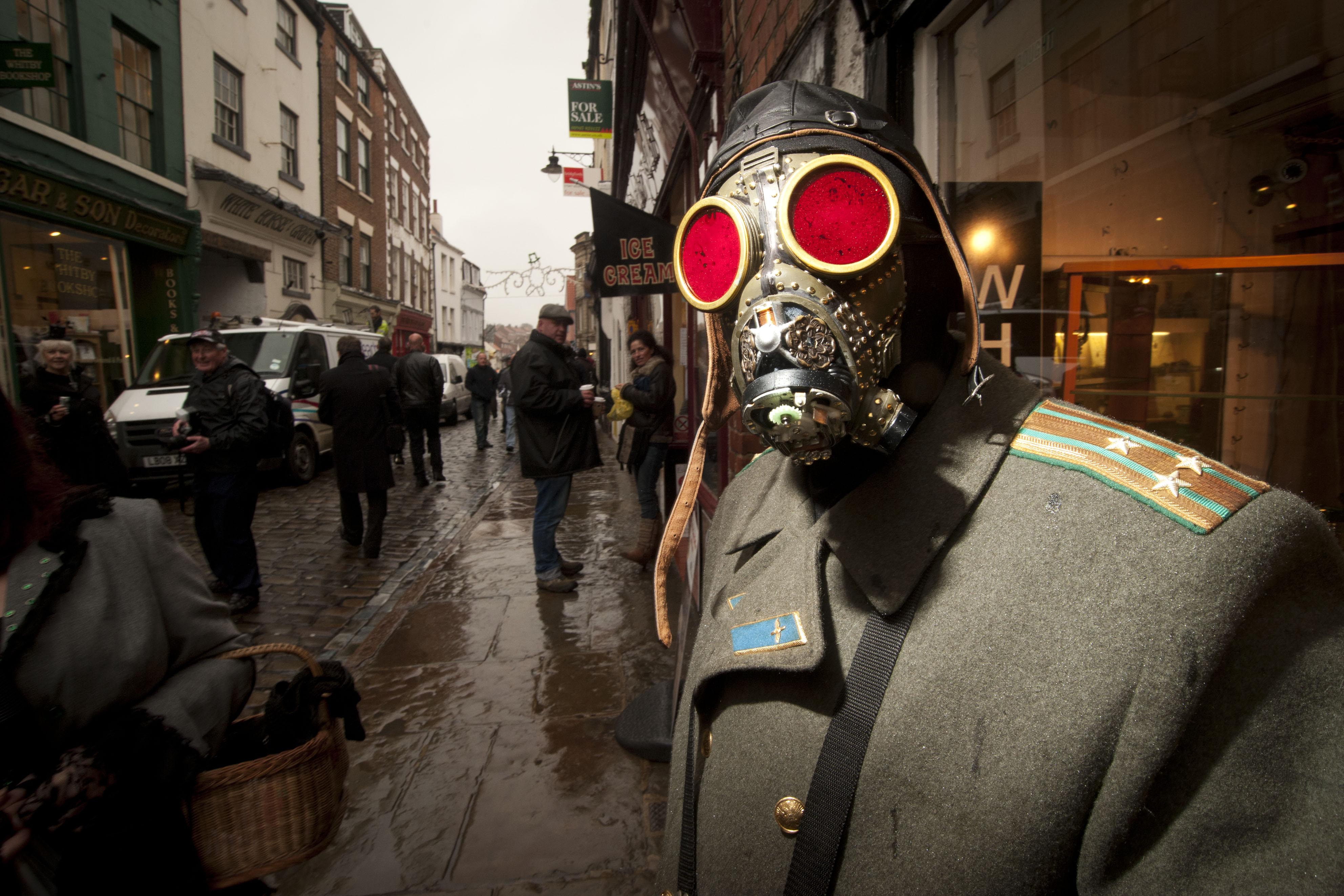

### Мода
Типова характеристика дизельпанк моди — поєднання елементів одягу з ери дизеля та сучасних, щоб створити «ф'южн». Наприклад, камзолу та сучасних аксесуарів.